# Ocydromia melanopleura
Ocydromia melanopleura är en tvåvingeart som beskrevs av Friedrich Hermann Loew 1840. Ocydromia melanopleura ingår i släktet Ocydromia och familjen puckeldansflugor. Arten är reproducerande i Sverige. Inga underarter finns listade i Catalogue of Life.